# Chahinez Nasri
Chahinez Nasri (Túnez, 3 de junio de 1996) es una atleta tunecina, especialista en la prueba de 20 km marcha, en la que logró ser medallista de bronce africana en 2018

## Carrera deportiva
En el Campeonato Africano de Atletismo de 2018 celebrado en Asaba (Nigeria) ganó la medalla de bronce en los 20 km marcha, con un tiempo de 1:37:28 segundos, tras la etíope Yehualeye Beletew (oro con 1:31:47 segundos, récord nacional) y la keniana Grace Wanjiru (plata con 1:35:54 segundos).